# کوژنیتسه (استان اشوی‌داشکسیه)
کوژنیتسه (به لهستانی: Kuźnice) یک منطقهٔ مسکونی در لهستان است که در گمینا ناگووویتسه واقع شده‌است.